# Comuni della Repubblica Ceca (K)
Questa pagina contiene l'elenco dei comuni cechi il cui nome inizia con la lettera K.
Per ciascun comune sono indicati il distretto e la regione d'appartenenza. I comuni che hanno lo status di città (město) sono indicati in grassetto, quelli che hanno lo status di comune mercato (městys) in corsivo.
| Comune                             | Distretto           | Regione             |
| ---------------------------------- | ------------------- | ------------------- |
| Kacákova Lhota                     | Jičín               | Hradec Králové      |
| Kacanovy                           | Semily              | Liberec             |
| Kaceřov (Karlovy Vary)             | Sokolov             | Karlovy Vary        |
| Kaceřov (Plzeň)                    | Plzeň-sever         | Plzeň               |
| Kácov                              | Kutná Hora          | Boemia centrale     |
| Kačice                             | Kladno              | Boemia centrale     |
| Kačlehy                            | Jindřichův Hradec   | Boemia meridionale  |
| Kadaň                              | Chomutov            | Ústí nad Labem      |
| Kadlín                             | Mělník              | Boemia centrale     |
| Kadolec                            | Žďár nad Sázavou    | Vysočina            |
| Kadov (Boemia meridionale)         | Strakonice          | Boemia meridionale  |
| Kadov (Moravia meridionale)        | Znojmo              | Moravia meridionale |
| Kadov (Vysočina)                   | Žďár nad Sázavou    | Vysočina            |
| Kájov                              | Český Krumlov       | Boemia meridionale  |
| Kakejcov                           | Rokycany            | Plzeň               |
| Kalek                              | Chomutov            | Ústí nad Labem      |
| Kalenice                           | Strakonice          | Boemia meridionale  |
| Kalhov                             | Jihlava             | Vysočina            |
| Kaliště (Boemia centrale)          | Praha-východ        | Boemia centrale     |
| Kaliště (Jihlava)                  | Jihlava             | Vysočina            |
| Kaliště (Pelhřimov)                | Pelhřimov           | Vysočina            |
| Kalivody                           | Rakovník            | Boemia centrale     |
| Kaly                               | Brno-venkov         | Moravia meridionale |
| Kamberk                            | Benešov             | Boemia centrale     |
| Kámen (Havlíčkův Brod)             | Havlíčkův Brod      | Vysočina            |
| Kámen (Pelhřimov)                  | Pelhřimov           | Vysočina            |
| Kámen (Ústí nad Labem)             | Děčín               | Ústí nad Labem      |
| Kamenec                            | Rokycany            | Plzeň               |
| Kamenec u Poličky                  | Svitavy             | Pardubice           |
| Kamenice (Boemia centrale)         | Praha-východ        | Boemia centrale     |
| Kamenice (Vysočina)                | Jihlava             | Vysočina            |
| Kamenice nad Lipou                 | Pelhřimov           | Vysočina            |
| Kamenický Šenov                    | Česká Lípa          | Liberec             |
| Kameničky                          | Chrudim             | Pardubice           |
| Kameničná (Repubblica Ceca)        | Ústí nad Orlicí     | Pardubice           |
| Kamenná (Jihlava)                  | Jihlava             | Vysočina            |
| Kamenná (Olomouc)                  | Šumperk             | Olomouc             |
| Kamenná (Třebíč)                   | Třebíč              | Vysočina            |
| Kamenná (Boemia meridionale)       | České Budějovice    | Boemia meridionale  |
| Kamenná Horka                      | Svitavy             | Pardubice           |
| Kamenná Lhota                      | Havlíčkův Brod      | Vysočina            |
| Kamenné Zboží                      | Nymburk             | Boemia centrale     |
| Kamenné Žehrovice                  | Kladno              | Boemia centrale     |
| Kamenný Malíkov                    | Jindřichův Hradec   | Boemia meridionale  |
| Kamenný Most                       | Kladno              | Boemia centrale     |
| Kamenný Přívoz                     | Praha-západ         | Boemia centrale     |
| Kamenný Újezd (Plzeň)              | Rokycany            | Plzeň               |
| Kamenný Újezd (Boemia meridionale) | České Budějovice    | Boemia meridionale  |
| Kamýk                              | Litoměřice          | Ústí nad Labem      |
| Kamýk nad Vltavou                  | Příbram             | Boemia centrale     |
| Kanice (Moravia meridionale)       | Brno-venkov         | Moravia meridionale |
| Kanice (Plzeň)                     | Domažlice           | Plzeň               |
| Kaničky                            | Domažlice           | Plzeň               |
| Kanina (Repubblica Ceca)           | Mělník              | Boemia centrale     |
| Kaňovice (Zlín)                    | Zlín                | Zlín                |
| Kaňovice (Moravia-Slesia)          | Frýdek-Místek       | Moravia-Slesia      |
| Kaplice                            | Český Krumlov       | Boemia meridionale  |
| Káranice                           | Hradec Králové      | Hradec Králové      |
| Káraný                             | Praha-východ        | Boemia centrale     |
| Kardašova Řečice                   | Jindřichův Hradec   | Boemia meridionale  |
| Karle                              | Svitavy             | Pardubice           |
| Karlík                             | Praha-západ         | Boemia centrale     |
| Karlín                             | Hodonín             | Moravia meridionale |
| Karlov                             | Žďár nad Sázavou    | Vysočina            |
| Karlova Studánka                   | Bruntál             | Moravia-Slesia      |
| Karlova Ves                        | Rakovník            | Boemia centrale     |
| Karlovice (Liberec)                | Semily              | Liberec             |
| Karlovice (Moravia-Slesia)         | Bruntál             | Moravia-Slesia      |
| Karlovice (Zlín)                   | Zlín                | Zlín                |
| Karlovy Vary                       | Karlovy Vary        | Karlovy Vary        |
| Karlštejn                          | Beroun              | Boemia centrale     |
| Karolín                            | Kroměříž            | Zlín                |
| Karolinka                          | Vsetín              | Zlín                |
| Karviná                            | Karviná             | Moravia-Slesia      |
| Kařez                              | Rokycany            | Plzeň               |
| Kařízek                            | Rokycany            | Plzeň               |
| Kasalice                           | Pardubice           | Pardubice           |
| Kasejovice                         | Plzeň-jih           | Plzeň               |
| Kašava                             | Zlín                | Zlín                |
| Kašnice                            | Břeclav             | Moravia meridionale |
| Kašperské Hory                     | Klatovy             | Plzeň               |
| Kateřinice (Moravia-Slesia)        | Nový Jičín          | Moravia-Slesia      |
| Kateřinice (Zlín)                  | Vsetín              | Zlín                |
| Katov (Boemia meridionale)         | Tábor               | Boemia meridionale  |
| Katov (Moravia meridionale)        | Brno-venkov         | Moravia meridionale |
| Katovice                           | Strakonice          | Boemia meridionale  |
| Katusice                           | Mladá Boleslav      | Boemia centrale     |
| Kaznějov                           | Plzeň-sever         | Plzeň               |
| Kbel (Boemia centrale)             | Kolín               | Boemia centrale     |
| Kbel (Plzeň)                       | Plzeň-jih           | Plzeň               |
| Kbelany                            | Plzeň-sever         | Plzeň               |
| Kbelnice                           | Jičín               | Hradec Králové      |
| Kdousov                            | Třebíč              | Vysočina            |
| Kdyně                              | Domažlice           | Plzeň               |
| Keblice                            | Litoměřice          | Ústí nad Labem      |
| Keblov                             | Benešov             | Boemia centrale     |
| Kejnice                            | Klatovy             | Plzeň               |
| Kejžlice                           | Pelhřimov           | Vysočina            |
| Kelč                               | Vsetín              | Zlín                |
| Kelčany                            | Hodonín             | Moravia meridionale |
| Kelníky                            | Zlín                | Zlín                |
| Kestřany                           | Písek               | Boemia meridionale  |
| Ketkovice                          | Brno-venkov         | Moravia meridionale |
| Klabava                            | Rokycany            | Plzeň               |
| Kladeruby                          | Vsetín              | Zlín                |
| Kladeruby nad Oslavou              | Třebíč              | Vysočina            |
| Kladky                             | Prostějov           | Olomouc             |
| Kladníky                           | Přerov              | Olomouc             |
| Kladno                             | Kladno              | Boemia centrale     |
| Kladno (Pardubice)                 | Chrudim             | Pardubice           |
| Kladruby (Boemia centrale)         | Benešov             | Boemia centrale     |
| Kladruby (Rokycany)                | Rokycany            | Plzeň               |
| Kladruby (Boemia meridionale)      | Strakonice          | Boemia meridionale  |
| Kladruby (Tachov)                  | Tachov              | Plzeň               |
| Kladruby (Ústí nad Labem)          | Teplice             | Ústí nad Labem      |
| Kladruby nad Labem                 | Pardubice           | Pardubice           |
| Klamoš                             | Hradec Králové      | Hradec Králové      |
| Klapý                              | Litoměřice          | Ústí nad Labem      |
| Klášter                            | Plzeň-jih           | Plzeň               |
| Klášter Hradiště nad Jizerou       | Mladá Boleslav      | Boemia centrale     |
| Klášterec nad Ohří                 | Chomutov            | Ústí nad Labem      |
| Klášterec nad Orlicí               | Ústí nad Orlicí     | Pardubice           |
| Klášterní Skalice                  | Kolín               | Boemia centrale     |
| Klášterská Lhota                   | Trutnov             | Hradec Králové      |
| Klatovec                           | Jihlava             | Vysočina            |
| Klatovy                            | Klatovy             | Plzeň               |
| Klec                               | Jindřichův Hradec   | Boemia meridionale  |
| Klecany                            | Praha-východ        | Boemia centrale     |
| Klenčí pod Čerchovem               | Domažlice           | Plzeň               |
| Kleneč                             | Litoměřice          | Ústí nad Labem      |
| Klenová (Repubblica Ceca)          | Klatovy             | Plzeň               |
| Klenovice                          | Tábor               | Boemia meridionale  |
| Klenovice na Hané                  | Prostějov           | Olomouc             |
| Klentnice                          | Břeclav             | Moravia meridionale |
| Klešice                            | Chrudim             | Pardubice           |
| Klíčany                            | Praha-východ        | Boemia centrale     |
| Klimkovice                         | Ostrava             | Moravia-Slesia      |
| Klínec                             | Praha-západ         | Boemia centrale     |
| Klíny                              | Most                | Ústí nad Labem      |
| Klobouky u Brna                    | Břeclav             | Moravia meridionale |
| Klobuky                            | Kladno              | Boemia centrale     |
| Klokočí (Liberec)                  | Semily              | Liberec             |
| Klokočí (Olomouc)                  | Přerov              | Olomouc             |
| Klokočná                           | Praha-východ        | Boemia centrale     |
| Klokočov (Repubblica Ceca)         | Havlíčkův Brod      | Vysočina            |
| Klopina                            | Šumperk             | Olomouc             |
| Klopotovice                        | Prostějov           | Olomouc             |
| Klučenice                          | Příbram             | Boemia centrale     |
| Klučov (Boemia centrale)           | Kolín               | Boemia centrale     |
| Klučov (Vysočina)                  | Třebíč              | Vysočina            |
| Kluky (Boemia meridionale)         | Písek               | Boemia meridionale  |
| Kluky (Kutná Hora)                 | Kutná Hora          | Boemia centrale     |
| Kluky (Mladá Boleslav)             | Mladá Boleslav      | Boemia centrale     |
| Kly (Repubblica Ceca)              | Mělník              | Boemia centrale     |
| Kmetiněves                         | Kladno              | Boemia centrale     |
| Kněždub                            | Hodonín             | Moravia meridionale |
| Kněževes (Praha-západ)             | Praha-západ         | Boemia centrale     |
| Kněževes (Rakovník)                | Rakovník            | Boemia centrale     |
| Kněževes (Vysočina)                | Žďár nad Sázavou    | Vysočina            |
| Kněževes (Moravia meridionale)     | Blansko             | Moravia meridionale |
| Kněžice (Pardubice)                | Chrudim             | Pardubice           |
| Kněžice (Vysočina)                 | Jihlava             | Vysočina            |
| Kněžice (Boemia centrale)          | Nymburk             | Boemia centrale     |
| Kněžičky                           | Nymburk             | Boemia centrale     |
| Kněžmost                           | Mladá Boleslav      | Boemia centrale     |
| Kněžnice                           | Jičín               | Hradec Králové      |
| Kněžpole                           | Uherské Hradiště    | Zlín                |
| Knínice u Boskovic                 | Blansko             | Moravia meridionale |
| Knínice                            | Jihlava             | Vysočina            |
| Kňovice                            | Příbram             | Boemia centrale     |
| Knovíz                             | Kladno              | Boemia centrale     |
| Knyk                               | Havlíčkův Brod      | Vysočina            |
| Koberovice                         | Pelhřimov           | Vysočina            |
| Koberovy                           | Jablonec nad Nisou  | Liberec             |
| Kobeřice                           | Opava               | Moravia-Slesia      |
| Kobeřice u Brna                    | Vyškov              | Moravia meridionale |
| Kobylá nad Vidnavkou               | Jeseník             | Olomouc             |
| Kobylí                             | Břeclav             | Moravia meridionale |
| Kobylice                           | Hradec Králové      | Hradec Králové      |
| Kobylnice (Moravia meridionale)    | Brno-venkov         | Moravia meridionale |
| Kobylnice (Kutná Hora)             | Kutná Hora          | Boemia centrale     |
| Kobylnice (Mladá Boleslav)         | Mladá Boleslav      | Boemia centrale     |
| Kobyly (Repubblica Ceca)           | Liberec             | Liberec             |
| Kocbeře                            | Trutnov             | Hradec Králové      |
| Kocelovice                         | Strakonice          | Boemia meridionale  |
| Koclířov                           | Svitavy             | Pardubice           |
| Kočí                               | Chrudim             | Pardubice           |
| Kočín                              | Plzeň-sever         | Plzeň               |
| Kočov                              | Tachov              | Plzeň               |
| Kohoutov                           | Trutnov             | Hradec Králové      |
| Kochánky                           | Mladá Boleslav      | Boemia centrale     |
| Kochánov                           | Havlíčkův Brod      | Vysočina            |
| Kojatice (Repubblica Ceca)         | Třebíč              | Vysočina            |
| Kojatín                            | Třebíč              | Vysočina            |
| Kojátky                            | Vyškov              | Moravia meridionale |
| Kojčice                            | Pelhřimov           | Vysočina            |
| Kojetice (Boemia centrale)         | Mělník              | Boemia centrale     |
| Kojetice (Vysočina)                | Třebíč              | Vysočina            |
| Kojetín (Vysočina)                 | Havlíčkův Brod      | Vysočina            |
| Kojetín                            | Přerov              | Olomouc             |
| Kojice                             | Pardubice           | Pardubice           |
| Kokašice                           | Tachov              | Plzeň               |
| Kokory                             | Přerov              | Olomouc             |
| Kokořín                            | Mělník              | Boemia centrale     |
| Kolaje                             | Nymburk             | Boemia centrale     |
| Koldín                             | Ústí nad Orlicí     | Pardubice           |
| Koleč                              | Kladno              | Boemia centrale     |
| Kolešov                            | Rakovník            | Boemia centrale     |
| Kolešovice                         | Rakovník            | Boemia centrale     |
| Kolín                              | Kolín               | Boemia centrale     |
| Kolinec                            | Klatovy             | Plzeň               |
| Kolomuty                           | Mladá Boleslav      | Boemia centrale     |
| Kolová                             | Karlovy Vary        | Karlovy Vary        |
| Koloveč                            | Domažlice           | Plzeň               |
| Kolšov                             | Šumperk             | Olomouc             |
| Komárno (Repubblica Ceca)          | Kroměříž            | Zlín                |
| Komárov (Boemia centrale)          | Beroun              | Boemia centrale     |
| Komárov (Olomouc)                  | Olomouc             | Olomouc             |
| Komárov (Zlín)                     | Zlín                | Zlín                |
| Komárov (Boemia meridionale)       | Tábor               | Boemia meridionale  |
| Komárovice                         | Třebíč              | Vysočina            |
| Komařice                           | České Budějovice    | Boemia meridionale  |
| Komňa                              | Uherské Hradiště    | Zlín                |
| Komorní Lhotka                     | Frýdek-Místek       | Moravia-Slesia      |
| Komorovice                         | Pelhřimov           | Vysočina            |
| Komořany                           | Vyškov              | Moravia meridionale |
| Konárovice                         | Kolín               | Boemia centrale     |
| Kondrac                            | Benešov             | Boemia centrale     |
| Konecchlumí                        | Jičín               | Hradec Králové      |
| Koněprusy                          | Beroun              | Boemia centrale     |
| Koněšín                            | Třebíč              | Vysočina            |
| Konětopy                           | Praha-východ        | Boemia centrale     |
| Konice                             | Prostějov           | Olomouc             |
| Konojedy                           | Praha-východ        | Boemia centrale     |
| Konstantinovy Lázně                | Tachov              | Plzeň               |
| Kopidlno                           | Jičín               | Hradec Králové      |
| Kopidlo                            | Plzeň-sever         | Plzeň               |
| Kopřivná                           | Šumperk             | Olomouc             |
| Kopřivnice                         | Nový Jičín          | Moravia-Slesia      |
| Korkyně                            | Příbram             | Boemia centrale     |
| Kornatice                          | Rokycany            | Plzeň               |
| Korno                              | Beroun              | Boemia centrale     |
| Korolupy                           | Znojmo              | Moravia meridionale |
| Korouhev                           | Svitavy             | Pardubice           |
| Koroužné                           | Žďár nad Sázavou    | Vysočina            |
| Korozluky                          | Most                | Ústí nad Labem      |
| Koruna                             | Svitavy             | Pardubice           |
| Koryta (Boemia centrale)           | Mladá Boleslav      | Boemia centrale     |
| Koryčany                           | Kroměříž            | Zlín                |
| Koryta (Plzeň)                     | Plzeň-sever         | Plzeň               |
| Korytná                            | Uherské Hradiště    | Zlín                |
| Kořenec                            | Blansko             | Moravia meridionale |
| Kořenice                           | Kolín               | Boemia centrale     |
| Kořenov                            | Jablonec nad Nisou  | Liberec             |
| Kosice                             | Hradec Králové      | Hradec Králové      |
| Kosičky                            | Hradec Králové      | Hradec Králové      |
| Kosmonosy                          | Mladá Boleslav      | Boemia centrale     |
| Kosoř                              | Praha-západ         | Boemia centrale     |
| Kosořice                           | Mladá Boleslav      | Boemia centrale     |
| Kosořín                            | Ústí nad Orlicí     | Pardubice           |
| Kosov                              | Šumperk             | Olomouc             |
| Kosova Hora                        | Příbram             | Boemia centrale     |
| Kostelany                          | Kroměříž            | Zlín                |
| Kostelany nad Moravou              | Uherské Hradiště    | Zlín                |
| Kostelec (Moravia meridionale)     | Hodonín             | Moravia meridionale |
| Kostelec (Vysočina)                | Jihlava             | Vysočina            |
| Kostelec (Hradec Králové)          | Jičín               | Hradec Králové      |
| Kostelec (Plzeň)                   | Tachov              | Plzeň               |
| Kostelec na Hané                   | Prostějov           | Olomouc             |
| Kostelec nad Černými lesy          | Praha-východ        | Boemia centrale     |
| Kostelec nad Labem                 | Mělník              | Boemia centrale     |
| Kostelec nad Orlicí                | Rychnov nad Kněžnou | Hradec Králové      |
| Kostelec nad Vltavou               | Písek               | Boemia meridionale  |
| Kostelec u Heřmanova Městce        | Chrudim             | Pardubice           |
| Kostelec u Holešova                | Kroměříž            | Zlín                |
| Kostelec u Křížků                  | Praha-východ        | Boemia centrale     |
| Kostelecké Horky                   | Rychnov nad Kněžnou | Hradec Králové      |
| Kostelní Hlavno                    | Praha-východ        | Boemia centrale     |
| Kostelní Lhota                     | Nymburk             | Boemia centrale     |
| Kostelní Myslová                   | Jihlava             | Vysočina            |
| Kostelní Radouň                    | Jindřichův Hradec   | Boemia meridionale  |
| Kostelní Vydří                     | Jindřichův Hradec   | Boemia meridionale  |
| Kostěnice                          | Pardubice           | Pardubice           |
| Kostice                            | Břeclav             | Moravia meridionale |
| Kostníky                           | Třebíč              | Vysočina            |
| Kostomlaty nad Labem               | Nymburk             | Boemia centrale     |
| Kostomlátky                        | Nymburk             | Boemia centrale     |
| Kostomlaty pod Milešovkou          | Teplice             | Ústí nad Labem      |
| Kostomlaty pod Řípem               | Litoměřice          | Ústí nad Labem      |
| Košařiska                          | Frýdek-Místek       | Moravia-Slesia      |
| Košátky                            | Mladá Boleslav      | Boemia centrale     |
| Košetice                           | Pelhřimov           | Vysočina            |
| Košice (Boemia centrale)           | Kutná Hora          | Boemia centrale     |
| Košice (Boemia meridionale)        | Tábor               | Boemia meridionale  |
| Košík                              | Nymburk             | Boemia centrale     |
| Košíky                             | Uherské Hradiště    | Zlín                |
| Košín                              | Tábor               | Boemia meridionale  |
| Košťálov                           | Semily              | Liberec             |
| Košťany                            | Teplice             | Ústí nad Labem      |
| Koštice                            | Louny               | Ústí nad Labem      |
| Kotenčice                          | Příbram             | Boemia centrale     |
| Kotlasy                            | Žďár nad Sázavou    | Vysočina            |
| Kotopeky                           | Beroun              | Boemia centrale     |
| Kotovice                           | Plzeň-jih           | Plzeň               |
| Kotvrdovice                        | Blansko             | Moravia meridionale |
| Kounice                            | Nymburk             | Boemia centrale     |
| Kounov (Boemia centrale)           | Rakovník            | Boemia centrale     |
| Kounov (Hradec Králové)            | Rychnov nad Kněžnou | Hradec Králové      |
| Koupě                              | Příbram             | Boemia centrale     |
| Kouřim                             | Kolín               | Boemia centrale     |
| Kout na Šumavě                     | Domažlice           | Plzeň               |
| Kouty (Havlíčkův Brod)             | Havlíčkův Brod      | Vysočina            |
| Kouty (Boemia centrale)            | Nymburk             | Boemia centrale     |
| Kouty (Třebíč)                     | Třebíč              | Vysočina            |
| Kovač                              | Jičín               | Hradec Králové      |
| Koválovice-Osíčany                 | Prostějov           | Olomouc             |
| Kovalovice                         | Brno-venkov         | Moravia meridionale |
| Kováň                              | Mladá Boleslav      | Boemia centrale     |
| Kovanec                            | Mladá Boleslav      | Boemia centrale     |
| Kovanice                           | Nymburk             | Boemia centrale     |
| Kovářov                            | Písek               | Boemia meridionale  |
| Kovářská                           | Chomutov            | Ústí nad Labem      |
| Kovčín                             | Klatovy             | Plzeň               |
| Kozárov                            | Blansko             | Moravia meridionale |
| Kozárovice                         | Příbram             | Boemia centrale     |
| Kozlany (Vysočina)                 | Třebíč              | Vysočina            |
| Kozlany (Moravia meridionale)      | Vyškov              | Moravia meridionale |
| Kozlov (Havlíčkův Brod)            | Havlíčkův Brod      | Vysočina            |
| Kozlov (Jihlava)                   | Jihlava             | Vysočina            |
| Kozlov (Žďár nad Sázavou)          | Žďár nad Sázavou    | Vysočina            |
| Kozlovice (Plzeň)                  | Plzeň-jih           | Plzeň               |
| Kozlovice (Moravia-Slesia)         | Frýdek-Místek       | Moravia-Slesia      |
| Kozly (Liberec)                    | Česká Lípa          | Liberec             |
| Kozly (Ústí nad Labem)             | Louny               | Ústí nad Labem      |
| Kozmice (Boemia centrale)          | Benešov             | Boemia centrale     |
| Kozmice (Moravia-Slesia)           | Opava               | Moravia-Slesia      |
| Kozojedy (Hradec Králové)          | Jičín               | Hradec Králové      |
| Kozojedy (Plzeň)                   | Plzeň-sever         | Plzeň               |
| Kozojedy (Praha-východ)            | Praha-východ        | Boemia centrale     |
| Kozojedy (Rakovník)                | Rakovník            | Boemia centrale     |
| Kozojídky                          | Hodonín             | Moravia meridionale |
| Kozolupy                           | Plzeň-sever         | Plzeň               |
| Kozomín                            | Mělník              | Boemia centrale     |
| Kožichovice                        | Třebíč              | Vysočina            |
| Kožlany                            | Plzeň-sever         | Plzeň               |
| Kožlí (Vysočina)                   | Havlíčkův Brod      | Vysočina            |
| Kožlí (Boemia meridionale)         | Písek               | Boemia meridionale  |
| Kožušany-Tážaly                    | Olomouc             | Olomouc             |
| Kožušice                           | Vyškov              | Moravia meridionale |
| Krabčice                           | Litoměřice          | Ústí nad Labem      |
| Kraborovice                        | Havlíčkův Brod      | Vysočina            |
| Krahulčí                           | Jihlava             | Vysočina            |
| Krahulov                           | Třebíč              | Vysočina            |
| Krajková                           | Sokolov             | Karlovy Vary        |
| Krajníčko                          | Strakonice          | Boemia meridionale  |
| Krakov                             | Rakovník            | Boemia centrale     |
| Krakovany (Repubblica Ceca)        | Kolín               | Boemia centrale     |
| Krakovec                           | Rakovník            | Boemia centrale     |
| Kralice na Hané                    | Prostějov           | Olomouc             |
| Kralice nad Oslavou                | Třebíč              | Vysočina            |
| Králíky                            | Ústí nad Orlicí     | Pardubice           |
| Králíky (Hradec Králové)           | Hradec Králové      | Hradec Králové      |
| Králova Lhota (Boemia meridionale) | Písek               | Boemia meridionale  |
| Králova Lhota (Hradec Králové)     | Rychnov nad Kněžnou | Hradec Králové      |
| Královec                           | Trutnov             | Hradec Králové      |
| Kralovice                          | Plzeň-sever         | Plzeň               |
| Královice                          | Kladno              | Boemia centrale     |
| Královské Poříčí                   | Sokolov             | Karlovy Vary        |
| Kralupy nad Vltavou                | Mělník              | Boemia centrale     |
| Králův Dvůr                        | Beroun              | Boemia centrale     |
| Kramolín (Plzeň)                   | Plzeň-jih           | Plzeň               |
| Kramolín (Vysočina)                | Třebíč              | Vysočina            |
| Kramolna                           | Náchod              | Hradec Králové      |
| Kraselov                           | Strakonice          | Boemia meridionale  |
| Krásensko                          | Vyškov              | Moravia meridionale |
| Krasíkov                           | Ústí nad Orlicí     | Pardubice           |
| Krasíkovice                        | Pelhřimov           | Vysočina            |
| Kraslice                           | Sokolov             | Karlovy Vary        |
| Krásná (Karlovy Vary)              | Cheb                | Karlovy Vary        |
| Krásná (Moravia-Slesia)            | Frýdek-Místek       | Moravia-Slesia      |
| Krásná Hora                        | Havlíčkův Brod      | Vysočina            |
| Krásná Hora nad Vltavou            | Příbram             | Boemia centrale     |
| Krásná Lípa                        | Děčín               | Ústí nad Labem      |
| Krásná Ves                         | Mladá Boleslav      | Boemia centrale     |
| Krásné (Pardubice)                 | Chrudim             | Pardubice           |
| Krásné (Vysočina)                  | Žďár nad Sázavou    | Vysočina            |
| Krásné Údolí                       | Karlovy Vary        | Karlovy Vary        |
| Krásněves                          | Žďár nad Sázavou    | Vysočina            |
| Krásno (Repubblica Ceca)           | Sokolov             | Karlovy Vary        |
| Krásný Dvůr                        | Louny               | Ústí nad Labem      |
| Krásný Les (Karlovy Vary)          | Karlovy Vary        | Karlovy Vary        |
| Krásný Les (Liberec)               | Liberec             | Liberec             |
| Krasonice                          | Jihlava             | Vysočina            |
| Krasov                             | Bruntál             | Moravia-Slesia      |
| Krasová                            | Blansko             | Moravia meridionale |
| Krašlovice                         | Strakonice          | Boemia meridionale  |
| Krašovice                          | Plzeň-sever         | Plzeň               |
| Krátká Ves                         | Havlíčkův Brod      | Vysočina            |
| Krátošice                          | Tábor               | Boemia meridionale  |
| Kratochvilka                       | Brno-venkov         | Moravia meridionale |
| Kratonohy                          | Hradec Králové      | Hradec Králové      |
| Kratušín                           | Prachatice          | Boemia meridionale  |
| Kravaře (Moravia-Slesia)           | Opava               | Moravia-Slesia      |
| Kravaře (Liberec)                  | Česká Lípa          | Liberec             |
| Kravsko                            | Znojmo              | Moravia meridionale |
| Krčmaň                             | Olomouc             | Olomouc             |
| Krejnice                           | Strakonice          | Boemia meridionale  |
| Krhanice                           | Benešov             | Boemia centrale     |
| Krhov (Vysočina)                   | Třebíč              | Vysočina            |
| Krhov (Moravia meridionale)        | Blansko             | Moravia meridionale |
| Krhovice                           | Znojmo              | Moravia meridionale |
| Krchleby (Kutná Hora)              | Kutná Hora          | Boemia centrale     |
| Krchleby (Nymburk)                 | Nymburk             | Boemia centrale     |
| Krchleby (Olomouc)                 | Šumperk             | Olomouc             |
| Krchleby (Hradec Králové)          | Rychnov nad Kněžnou | Hradec Králové      |
| Krmelín                            | Frýdek-Místek       | Moravia-Slesia      |
| Krňany                             | Benešov             | Boemia centrale     |
| Krnov                              | Bruntál             | Moravia-Slesia      |
| Krnsko                             | Mladá Boleslav      | Boemia centrale     |
| Krokočín                           | Třebíč              | Vysočina            |
| Kroměříž                           | Kroměříž            | Zlín                |
| Krompach                           | Česká Lípa          | Liberec             |
| Kropáčova Vrutice                  | Mladá Boleslav      | Boemia centrale     |
| Kroučová                           | Rakovník            | Boemia centrale     |
| Krouna                             | Chrudim             | Pardubice           |
| Krsy                               | Plzeň-sever         | Plzeň               |
| Krtov                              | Tábor               | Boemia meridionale  |
| Krty                               | Rakovník            | Boemia centrale     |
| Krty-Hradec                        | Strakonice          | Boemia meridionale  |
| Krucemburk                         | Havlíčkův Brod      | Vysočina            |
| Kruh                               | Semily              | Liberec             |
| Krumsín                            | Prostějov           | Olomouc             |
| Krumvíř                            | Břeclav             | Moravia meridionale |
| Krupá (Kolín)                      | Kolín               | Boemia centrale     |
| Krupá (Rakovník)                   | Rakovník            | Boemia centrale     |
| Krupka                             | Teplice             | Ústí nad Labem      |
| Krušovice                          | Rakovník            | Boemia centrale     |
| Kružberk                           | Opava               | Moravia-Slesia      |
| Krychnov                           | Kolín               | Boemia centrale     |
| Kryry                              | Louny               | Ústí nad Labem      |
| Kryštofovo Údolí                   | Liberec             | Liberec             |
| Kryštofovy Hamry                   | Chomutov            | Ústí nad Labem      |
| Křeč                               | Pelhřimov           | Vysočina            |
| Křečhoř                            | Kolín               | Boemia centrale     |
| Křečkov                            | Nymburk             | Boemia centrale     |
| Křečovice                          | Benešov             | Boemia centrale     |
| Křekov                             | Zlín                | Zlín                |
| Křelov-Břuchotín                   | Olomouc             | Olomouc             |
| Křelovice (Vysočina)               | Pelhřimov           | Vysočina            |
| Křelovice (Plzeň)                  | Plzeň-sever         | Plzeň               |
| Křemže                             | Český Krumlov       | Boemia meridionale  |
| Křenek                             | Praha-východ        | Boemia centrale     |
| Křenice (Plzeň)                    | Klatovy             | Plzeň               |
| Křenice (Boemia centrale)          | Praha-východ        | Boemia centrale     |
| Křenov                             | Svitavy             | Pardubice           |
| Křenovice (Boemia meridionale)     | Písek               | Boemia meridionale  |
| Křenovice (Moravia meridionale)    | Vyškov              | Moravia meridionale |
| Křenovice (Olomouc)                | Přerov              | Olomouc             |
| Křenovy                            | Domažlice           | Plzeň               |
| Křepenice                          | Příbram             | Boemia centrale     |
| Křepice (Břeclav)                  | Břeclav             | Moravia meridionale |
| Křepice (Znojmo)                   | Znojmo              | Moravia meridionale |
| Křesetice                          | Kutná Hora          | Boemia centrale     |
| Křesín                             | Litoměřice          | Ústí nad Labem      |
| Křešice                            | Litoměřice          | Ústí nad Labem      |
| Křešín (Vysočina)                  | Pelhřimov           | Vysočina            |
| Křešín (Boemia centrale)           | Příbram             | Boemia centrale     |
| Křetín                             | Blansko             | Moravia meridionale |
| Křičeň                             | Pardubice           | Pardubice           |
| Křídla                             | Žďár nad Sázavou    | Vysočina            |
| Křídlůvky                          | Znojmo              | Moravia meridionale |
| Křimov                             | Chomutov            | Ústí nad Labem      |
| Křinec                             | Nymburk             | Boemia centrale     |
| Křinice                            | Náchod              | Hradec Králové      |
| Křišťanov                          | Prachatice          | Boemia meridionale  |
| Křišťanovice                       | Bruntál             | Moravia-Slesia      |
| Křivoklát                          | Rakovník            | Boemia centrale     |
| Křivsoudov                         | Benešov             | Boemia centrale     |
| Křižánky                           | Žďár nad Sázavou    | Vysočina            |
| Křižanov (Boemia meridionale)      | Písek               | Boemia meridionale  |
| Křižanov (Vysočina)                | Žďár nad Sázavou    | Vysočina            |
| Křižanovice (Pardubice)            | Chrudim             | Pardubice           |
| Křižanovice (Moravia meridionale)  | Vyškov              | Moravia meridionale |
| Křižanovice u Vyškova              | Vyškov              | Moravia meridionale |
| Křižany                            | Liberec             | Liberec             |
| Křižínkov                          | Brno-venkov         | Moravia meridionale |
| Křížkový Újezdec                   | Praha-východ        | Boemia centrale     |
| Křižovatka                         | Cheb                | Karlovy Vary        |
| Křoví                              | Žďár nad Sázavou    | Vysočina            |
| Křtěnov                            | Blansko             | Moravia meridionale |
| Křtiny                             | Blansko             | Moravia meridionale |
| Křtomil                            | Přerov              | Olomouc             |
| Kšely                              | Kolín               | Boemia centrale     |
| Kšice                              | Tachov              | Plzeň               |
| Ktiš                               | Prachatice          | Boemia meridionale  |
| Ktová                              | Semily              | Liberec             |
| Kublov                             | Beroun              | Boemia centrale     |
| Kubova Huť                         | Prachatice          | Boemia meridionale  |
| Kubšice                            | Znojmo              | Moravia meridionale |
| Kučerov                            | Vyškov              | Moravia meridionale |
| Kučeř                              | Písek               | Boemia meridionale  |
| Kudlovice                          | Uherské Hradiště    | Zlín                |
| Kuchařovice                        | Znojmo              | Moravia meridionale |
| Kujavy                             | Nový Jičín          | Moravia-Slesia      |
| Kukle                              | Svitavy             | Pardubice           |
| Kuklík                             | Žďár nad Sázavou    | Vysočina            |
| Kuks                               | Trutnov             | Hradec Králové      |
| Kulířov                            | Blansko             | Moravia meridionale |
| Kunčice                            | Hradec Králové      | Hradec Králové      |
| Kunčice nad Labem                  | Trutnov             | Hradec Králové      |
| Kunčice pod Ondřejníkem            | Frýdek-Místek       | Moravia-Slesia      |
| Kunčina                            | Svitavy             | Pardubice           |
| Kunčina Ves                        | Blansko             | Moravia meridionale |
| Kundratice                         | Žďár nad Sázavou    | Vysočina            |
| Kunějovice                         | Plzeň-sever         | Plzeň               |
| Kunemil                            | Havlíčkův Brod      | Vysočina            |
| Kunětice                           | Pardubice           | Pardubice           |
| Kunice (Boemia centrale)           | Praha-východ        | Boemia centrale     |
| Kunice (Moravia meridionale)       | Blansko             | Moravia meridionale |
| Kuničky                            | Blansko             | Moravia meridionale |
| Kunín                              | Nový Jičín          | Moravia-Slesia      |
| Kunkovice                          | Kroměříž            | Zlín                |
| Kunovice                           | Uherské Hradiště    | Zlín                |
| Kunovice (Vsetín)                  | Vsetín              | Zlín                |
| Kuňovice                           | Benešov             | Boemia centrale     |
| Kunratice (Ústí nad Labem)         | Děčín               | Ústí nad Labem      |
| Kunratice (Liberec)                | Liberec             | Liberec             |
| Kunratice u Cvikova                | Česká Lípa          | Liberec             |
| Kunštát                            | Blansko             | Moravia meridionale |
| Kunvald                            | Ústí nad Orlicí     | Pardubice           |
| Kunžak                             | Jindřichův Hradec   | Boemia meridionale  |
| Kupařovice                         | Brno-venkov         | Moravia meridionale |
| Kurdějov                           | Břeclav             | Moravia meridionale |
| Kuroslepy                          | Třebíč              | Vysočina            |
| Kurovice                           | Kroměříž            | Zlín                |
| Kuřim                              | Brno-venkov         | Moravia meridionale |
| Kuřimany                           | Strakonice          | Boemia meridionale  |
| Kuřimská Nová Ves                  | Brno-venkov         | Moravia meridionale |
| Kuřimské Jestřabí                  | Brno-venkov         | Moravia meridionale |
| Kutná Hora                         | Kutná Hora          | Boemia centrale     |
| Kutrovice                          | Kladno              | Boemia centrale     |
| Kuželov                            | Hodonín             | Moravia meridionale |
| Kvasice                            | Kroměříž            | Zlín                |
| Kvasiny                            | Rychnov nad Kněžnou | Hradec Králové      |
| Kváskovice                         | Strakonice          | Boemia meridionale  |
| Kvášňovice                         | Klatovy             | Plzeň               |
| Květinov                           | Havlíčkův Brod      | Vysočina            |
| Květná                             | Svitavy             | Pardubice           |
| Květnice                           | Praha-východ        | Boemia centrale     |
| Květov                             | Písek               | Boemia meridionale  |
| Kvíčovice                          | Domažlice           | Plzeň               |
| Kvilda                             | Prachatice          | Boemia meridionale  |
| Kvílice                            | Kladno              | Boemia centrale     |
| Kvítkov                            | Česká Lípa          | Liberec             |
| Kvítkovice                         | České Budějovice    | Boemia meridionale  |
| Kyje                               | Jičín               | Hradec Králové      |
| Kyjov (Havlíčkův Brod)             | Havlíčkův Brod      | Vysočina            |
| Kyjov                              | Hodonín             | Moravia meridionale |
| Kyjov (Žďár nad Sázavou)           | Žďár nad Sázavou    | Vysočina            |
| Kyjovice (Moravia-Slesia)          | Opava               | Moravia-Slesia      |
| Kyjovice (Moravia meridionale)     | Znojmo              | Moravia meridionale |
| Kynice                             | Havlíčkův Brod      | Vysočina            |
| Kynšperk nad Ohří                  | Sokolov             | Karlovy Vary        |
| Kyselka                            | Karlovy Vary        | Karlovy Vary        |
| Kyselovice                         | Kroměříž            | Zlín                |
| Kyšice (Boemia centrale)           | Kladno              | Boemia centrale     |
| Kyšice (Plzeň)                     | Plzeň-město         | Plzeň               |
| Kyškovice                          | Litoměřice          | Ústí nad Labem      |
| Kytín                              | Praha-západ         | Boemia centrale     |
| Kytlice                            | Děčín               | Ústí nad Labem      |